# Miss Grand Nicaragua
Miss Grand Nicaragua  (hasta el 2019 llamado Miss Nicaragua Grand) es un certamen de belleza femenina realizado anualmente en Nicaragua donde se califican la belleza integral, inteligencia, seguridad, elegancia y porte que poseen las candidatas al título. Al igual que ocurre con el título Miss Nicaragua y Miss Mundo Nicaragua, se dice que la portadora es «la mujer más bella del país». Cada concursante representa únicamente a un estado y/o región del país y la ganadora del título lo lleva por un periodo de alrededor de un año.
En 2019 el diseñador Saúl Benítez oriundo del departamento de León, obtuvo la licencia de Miss Grand Internacional en Nicaragua.
Miss Grand Nicaragua 2025, y actual reina del certamen, es Daniesca Granja, nativa del departamento de Chontales.

## Ganadoras del Título
Desde 2014 se han coronado 9 ganadoras de Miss Grand Nicaragua.
| Año  | Nombre           | Representación |
| ---- | ---------------- | -------------- |
| 2025 | Daniesca Granja  | Chontales      |
| 2024 | Isabella Salgado | Chinandega     |
| 2023 | Glennys Medina   | Rivas          |
| 2022 | Maycrin Jáenz    | Granada        |
| 2021 | Epifanía Solís   | Managua        |
| 2020 | Teresa Moreno    | León           |
| 2019 | Vanessa Baldizón | León           |
| 2018 | Laura Ramírez    | Managua        |
| 2017 | Martha Meza      | Estelí         |
| 2016 | Michelle Lacayo  | Carazo         |
| 2014 | Alejandra Gross  | Managua        |

### Rankings Regionales
| Departamento/Ciudad | Título | Años             |
| ------------------- | ------ | ---------------- |
| Managua             | 3      | 2014, 2018, 2021 |
| León                | 2      | 2019, 2020       |
| Carazo              | 1      | 2016             |
| Chinandega          | 1      | 2024             |
| Chontales           | 1      | 2025             |
| Estelí              | 1      | 2017             |
| Granada             | 1      | 2022             |
| Rivas               | 1      | 2023             |

## Representaciones internacionales por año
- Ganadora
- Finalista
- Semifinalista

| 2025 | Daniesca Granja                        | Chontales         | TBA               | TBA               |                   |             |             |
| 2024 | Isabella Salgado                       | Chinandega        | Top 20            |                   |                   |             |             |
| 2023 | Glennys Medina                         | Rivas             | Top 20            |                   |                   |             |             |
| 2022 | Maycrin Juliette Jáenz                 | Granada           | Top 10            |                   |                   |             |             |
| 2021 | Epifanía Jocabed Solís Mercado         | Managua           | Top 21            |                   |                   |             |             |
| 2020 | Teresa Jeanette Pérez Moreno           | León              |                   |                   |                   |             |             |
| 2019 | Vanessa de los Ángeles Baldizón Huerta | León              |                   |                   |                   |             |             |
| 2018 | Laura Ramírez Aguilar                  | Managua           | No compitió       | No compitió       | No compitió       | No compitió | No compitió |
| 2017 | Martha Soledad Meza Tercero            | Estelí            |                   |                   |                   |             |             |
| 2016 | Michelle María Lacayo                  | Carazo            | Top 10            |                   |                   |             |             |
| 2015 | Sin representante                      | Sin representante | Sin representante | Sin representante | Sin representante |             |             |
| 2014 | María Alejandra Gross Rivera           | Managua           | 1.ª Finalista     |                   |                   |             |             |

## Sobre las ganadoras
- Martha Meza, Vanessa Baldizón y Teresa Moreno (2017, 2019 y 2020) fueron candidatas en Miss Nicaragua 2017.

- Epifanía Solís (2021) participó en Miss Teen Nicaragua 2015.

- Isabella Salgado (2024) participó en Miss Mundo Nicaragua 2016, Miss Nicaragua 2021, 2022 y 2023 siendo la única nicaragüense en competir tres veces en Miss Nicaragua, en 2023 compitió en Miss Charm 2023.